# アルカディ・ローテンベルク
アルカディ・ロマノヴィチ・ローテンベルク（ロシア語: Арка́дий Рома́нович Ротенбе́рг, ラテン文字表記の例：Arkady Romanovitch Rotenberg, 1951年12月15日 - ）は、ロシアの事業家でオリガルヒの一人である。弟のボリス・ローテンベルクと一緒にロシアのガスのパイプラインと電力の供給網の巨大な建設企業であるSGM（Storygazmantazh）グループの共同経営者となっている。フォーブス誌の2014年度版世界長者番付で621位に名前が挙げられている 。ロシア連邦大統領のウラジーミル・プーチンの親しい友人であるとされる。フォーブス誌は2016年1月時点で、彼が12億6000万USドルを資産を保持していると推定している。

## 来歴
ローテンベルク家はユダヤ人の家系である。2001年に、彼と弟のボリスは、ロシア国内の40の都市で100以上の支店を持ち、その内の半分以上がモスクワ地域に展開する「SMP銀行」（SMPは "ロシア語: Се́верный морско́й путь" (北極海航路の意味)の頭文字から採っている ）を設立した。SMPは、ロシア国外でも900以上のATMを運営している。
ローテンベルクはアイスホッケーのクラブチームのHCディナモ・モスクワの会長を務めている。2013年に国際柔道連盟の委員の一人になっている。
彼は同年、かつてソ連国内における教科書の最大出版元であった啓発出版社の会長にもなっている。2011年に啓発出版社民間会社になった後、ロシア連邦政府はその担当部署に対して改革を始めた。2013年に教育省によって全ての教科書を検定する為の内局が作られた。啓発出版社の競合他社の多くは、この新しい教科書の検定に合格しなかったので、2014年におけるロシア連邦国内の新しい教科書の契約率の約70%を啓発出版社が占めるに至った。

## 経済制裁
2014年クリミア危機の結果、バラク・オバマの下でアメリカ合衆国連邦政府は、クリミア大橋の建設にも関わってるローテンベルク兄弟と、セルゲイ・イワノフとゲナディ・ティンチェンコを含むプーチンの近しい友人たちをブラックリストに入れ、彼らの資産凍結を行なった。
イタリア政府が2014年9月にローテンベルクの高級不動産の差し押さえを実施すると、プーチン政権はロシア人が他国の経済制裁に見舞われた際にロシア連邦政府が制裁を与えた国のロシア国内の資産を差し押さえて損害を補償するという（ ローテンベルク法 の名称で知られる）法律を公布させた。
2022年2月にロシアによるウクライナ侵略が開始されて以降、欧米諸国はウラジーミル・プーチン大統領に近い人物への経済制裁を検討し、3月3日にはアメリカ合衆国よりローテンベルクや弟のボリスを含む富豪8名とその家族が制裁対象に指定。これはローテンベルクの息子や娘も対象となった。

## 豪邸の所有
2021年、ロシアの野党活動家であるアレクセイ・ナワリヌイは、黒海沿岸にある某豪邸をウラジーミル・プーチン大統領のものだと主張、ロシア各地で週末に抗議デモを行うよう支持者に呼び掛けた。敷地総面積はモナコ公国の約39倍、建物の延べ床面積は1万7691平方メートルの豪邸はプーチン宮殿として、国内はもとより世界的な話題となり、1月29日までに動画の再生回数は1億回を超えた。また、ナワリヌイが呼びかけた反政府デモは1月31日にロシア全土で行われた。
他方でプーチン大統領は、「宮殿は自分自身や近親者のものではなく、またこの資料は市民を「洗脳」するために使われたと主張した。
同年1月30日、ローテンベルクは債権者から豪邸を買い取った。豪邸を宿泊施設にしたい考えで、改装工事は数年後に完了する見通しだと明らかにした。